# Горинова, Вера Михайловна
Ве́ра Миха́йловна Го́ринова (6 октября 1925, Манкинер, Мари-Турекский кантон, Марийская автономная область, РСФСР, СССР — 2 января 2015, Йошкар-Ола, Россия) — электросварщик механоштамповочного цеха № 1 Марийского завода торгового машиностроения (1944―1975). Почётный гражданин Йошкар-Олы (1969). Кавалер ордена Ленина (1971).

## Биография
Родилась 6 октября 1925 года в д. Манкинер ныне Параньгинского района Марий Эл в крестьянской семье. 
В 1944 году окончила ремесленное училище в г. Волжске Марийской АССР.
В 1944—1975 годах — электросварщик механоштамповочного цеха № 1 Марийского завода торгового машиностроения. Ежедневно выполняла производственную норму на 200—250%! Являясь бригадиром комсомольско-молодёжной бригады, обучала стахановскому движению молодых рабочих цеха. Неоднократно избиралась членом комитета ВЛКСМ завода.
За высокие производственные показатели и активное участие в общественной жизни 21 апреля 1969 года ей присвоено звание «Почётный гражданин Йошкар-Олы». Награждена орденом Ленина, Трудового Красного Знамени и медалями. 

## Трудовые звания и награды
- Орден Ленина (1971)[2][3]
- Орден Трудового Красного Знамени (1951)[2][3]
- Юбилейная  медаль «В ознаменование 100-летия со дня рождения Владимира Ильича Ленина» (1970)[4]
- Медаль «Ветеран труда»[4]
- Медаль «Ветеран Великой Отечественной войны»[4]
- Почётный гражданин Йошкар-Олы (21.04.1969) — за высокие производственные показатели и активное участие в общественной жизни[4][5]

## Память
- За достигнутые успехи в социалистическом соревновании в 1967 году занесена на городскую Доску почёта, в 1969 году — в Книгу Трудовой славы города Йошкар-Олы[5].
- Отдельные фотодокументы из личного архива Почётного гражданина Йошкар-Олы В. М. Гориновой хранятся в Музее истории города Йошкар-Олы.